# Liesbet van Zoonen
Elisabeth „Liesbet“ Aafje van Zoonen (* 1. Mai 1959 in Hoorn) ist eine niederländische Professorin für Popular Culture an der Universität Rotterdam. Die Forschung der Kommunikationswissenschaftlerin erstreckt sich auf die Bereiche der Gender- und Diversity Studies, Politik und Populärkultur sowie die digitalen und sozialen Medien.

## Leben und Wirken
Van Zoonen wurde 1959 in Hoorn, einer kleinen Stadt in den Niederlanden, geboren. Bis 1977 besuchte sie das Atheneum Rijksscholengemeenschap in West-Friesland. 1979 absolvierte Van Zoonen ihren Bachelor in Politikwissenschaft an der Universität Amsterdam und 1984 den Master im selben Fach. Von dort an arbeitete sie als Studienassistentin / Junio-Vortragende an dieser Bildungseinrichtung.
Ihre Doktorarbeit über Mass Media and the women´s movement: the construction of public identity schrieb sie 1991. Im gleichen Jahr heiratete Van Zoonen und bekam später zwei Söhne. Van Zoonen wurde 1994 am Department for Communication Professorin und hatte von 2005 bis 2008 auch den Sitz des Vorstandes des Fachbereiches für Kommunikation inne. 1998 gründete sie das „Centre for Popular Culture“ an der Universität Amsterdam, an dem sie von 2002 bis 2008 als Professorin für Media and Popular Culture tätig war. Im Januar 2009 verließ sie die Universität Amsterdam und wechselte an die Loughborough University (Großbritannien), wo sie bis Oktober 2015 Professorin war und den Sitz für Fachbereich Medien und Kommunikation innehatte.
Sie wurde als Gastvortragende von diversen anderen Universitäten zum Beispiel Oslo und Jamaica als auch von der Hochschule für Film und Fernsehen  in Deutschland eingeladen. Seit März 2009 lehrt sie an der Universität Rotterdam im Bereich Popular Culture und ist seit Januar 2014 ebenfalls Vorstand der Erasmus Graduate School of Social Sciences and Humanities.

## Wissenschaftliche Arbeit
Ihre Forschung deckt Sozial- und Geisteswissenschaften ab, da sie sich mit Fragen um die Populärkultur, Politik und Gesellschaft beschäftigt. Aufgrund ihrer langjährigen Arbeit an verschiedenen Universitäten beschloss sie ihren Fokus weniger auf die Gender Studies zu legen und sich mehr auf die Populärkultur, insbesondere dem „Identity Management“, zu konzentrieren.
Van Zoonen forscht in folgenden Bereichen:
Im Bereich der Gender und Media Studies, welche zu diesem Zeitpunkt am Entstehen und Verbreiten waren, hat sie 1994 eine Monographie „Feminist Media Studies“ veröffentlicht, die außerdem in fünf Sprachen (Chinesisch, Französisch, Portugiesisch, Serbisch und Italienisch) übersetzt wurde: Schon lange wurde die Signifikanz von existierenden Geschlechterstrukturen in den Medien durch Feministen erkannt. Liesbeth van Zoonen untersucht hierbei, in welcher Art die Feminist Theory und Research aufgrund ihrer vielen Rollen in den Medien zu einem besseren Verständnis in der heutigen Gesellschaft beitragen. Es werden zunächst die Hauptthemen der Feminist Media Studies genannt und auf weitere Themen wie das Encoding/Decoding-Modell nach Stuart Hall, Stereotypen und auf ein neues Paradigma hingewiesen, außerdem beinhaltet der Text spezifische Modelle für das Verstehen von Medien. Des Weiteren untersucht die Autorin problematische Konzepte hinsichtlich Identitäten aber auch Begriffe, die mit der Thematik der Feminist Media Studies zu tun haben, wie beispielsweise die Repräsentation, die Struktur der Medienorganisationen und die Widersprüche des geschlechtlichen Images. Schlussendlich kommt sie auf das Fazit, dass es eine sehr starke Relation zwischen Gender (Stereotypen, Pornografie und Ideologie) und Kommunikation gibt, aber es eben auch die Massenmedien sind, die dazu führen, dass es eine Menge an kritischen und zu beobachtenden Geschlechter- und Identitätsstrukturen in Werbung, Film und TV im Allgemeinen gibt. Van Zoonen beteiligte sich mit diesem Werk maßgeblich an der in diesem Zeitraum aufkommenden „third-wave-feminism“, der sogenannten dritten Welle der Frauenbewegung.
2005 erfolgte mit der Monographie „Entertaining the citizen. When Politics and Popular Culture Converge“ eine Buchveröffentlichung im Rahmen der Politik und Populärkultur. Sie beschäftigt sich mit dem Thema, ob eine Kombination von Politik und Entertainment möglich ist und politisches Engagement zur Unterhaltung beitragen kann. Durch Beispiele, wie etwa die Wahl eines Schauspielers zum Gouverneur oder politische TV-Dramen, wird die Konvergenz von Politik und Populärkultur deutlich gemacht. Liesbet van Zoonen ging es hierbei vor allem darum aufzuzeigen, dass durch Politik in Verbindung mit beispielsweise Populärmusik das politische Wissen möglicherweise gesteigert und die Gesellschaft durch Verbindung von Politiker und Unterhaltung bereichert werden könnte.
Sie verfasste 2013 zu ihrem Forschungsschwerpunkt den Artikel „From Identity to Identification: Fixating the fragmented self“. Van Zoonen ist überzeugt, dass Identität etwas sei, was wir tun und nicht etwa das, was wir sind. Die Autorin will, entgegen den meisten Identitätsforschungen, ansprechen, dass es relevant ist, von einzelnen Identitäten zu sprechen und sich nicht immer auf die Gesamtheit zu konzentrieren.

## Engagement und Ehrungen
Für ihre Forschungen erhielt sie öffentliche Zuschüsse, beispielsweise 2000–2002 von der Universität Amsterdam für das von ihr gegründete Centre for Popular Culture und 2015–2017 für Urban Big Data Lab von der Erasmus-Universität und Stadt Rotterdam. Liesbet van Zoonen gewann 1989 den Western Speech Association Award für den besten akademischen Artikel in Women´s Studies in Communication. Des Weiteren wurde sie zwei Mal für den Marie Curie Award (2001–2003; 2006–2008) und für das Dutch Science Foundation VENI fellowship (2007) nominiert. Van Zoonen war von 1984 bis 1985 freiberuflich als Journalistin tätig. Von 2000 bis 2001 schrieb sie wöchentlich Artikel für Tageszeitung Trouw. Zwischenzeitlich (2007–2014) wirkte sie als Redakteurin an der Herausgabe des European Journal of Communication mit. Seit 2016 ist Liesbet van Zoonen Academic Director am Leiden-Delft-Erasmus Centre for Big, Open and Linked Data (BOLD) Cities. Zusätzlich führt die Kommunikationswissenschaftlerin einen eigenen Blog und informiert dort über ihre aktuellen Arbeiten.
2016 wurde sie Mitglied der Academia Europaea.

## Veröffentlichungen (Auswahl)
- Do fighting women need to be so rude? The women´s movement and the media. SUA, Amsterdam 1991
- Feminist Media Studies. Sage, London 1994, ISBN 0-8039-8554-1
- A professional, unreliable, heroic, marionette (M/F): structure, agency and subjectivity in contemporary journalisms. European Journal of Cultural Studies, vol. 1, no. 1, pp. 123–143, 1998
- Media, culture and citizenship. Het Spinhuis, Amsterdam 1999
- Popular culture as political communication. Javnost/The Public, 7(2), p. 5–9, 2002
- Entertaining the citizen:When Politics and Popular Culture Converge. Rowman & Littlefield Publishers, USA, 2005, ISBN 978-0-7425-2906-9
- zusammen mit D. Wring: Trends in political televison in the UK: Themes, characters and narratives, 1965–2009. Media, Culture and Society, 34(3), p. 263–279, 2012
- From identity to identification: Fixating the fragmented self. Media, Culture and Society, 35(1), p. 44–51, 2013
- Pleidooi voor de middenmaat. Sociologie, 11(2), p. 289–296, 2015